# Варахаил (линейный корабль, 1749)
«Варахаил» — парусный линейный корабль Балтийского флота Российской империи, один из кораблей типа «Пётр Второй». Погиб в начале своего первого плавания 7 (18) июня 1749 года. Это крушение — крупнейшая катастрофа военного корабля на Северной Двине, зафиксированная в исторических источниках.

## Описание судна
Один из серии 54-пушечных линейных кораблей типа «Пётр II», спущенных на воду с 1724 по 1768 год, первые из которых были построены на верфях Санкт-Петербурга, а во второй половине 1734 года заказ на строительство остальных был передан в Архангельск. Всего в рамках проекта было построено девятнадцать линейных кораблей.
Длина корабля по сведениям из различных источников составляла 43,57—43,6 метра, ширина от 11,6 до 11,7 метра, а осадка от 5,1 до 5,5 метра. Вооружение судна составляли 54 орудия, включавшие восемнадцати-, восьми- и четырёхфунтовые пушки, а экипаж мог достигать 440 человек, однако на момент гибели он составлял 377 человек.

## История строительства
Перенос строительства кораблей проекта «Пётр II» в Архангельск был определён учреждённой в 1732 году по указу императрицы Анны Иоанновны Воинской морской комиссии, которая предложила развивать судостроительную верфь на острове Соломбала. По инициативе членов комиссии вице-адмирала Н. А. Сенявина и контр-адмирала П. П. Бредаля было решено использовать для корпусов линейных кораблей вместо привозных дубовых брёвен древесину растущей в изобилии в архангельской тайге лиственницы.
Линейный корабль «Варахаил» был заложен на Соломбальской верфи 27 апреля (8 мая) 1748 года и после спуска на воду 15 (26) мая 1749 года вошёл в состав Балтийского флота России. Строительство корабля вёл корабельный мастер майорского ранга Александр Сютерланд.

## Гибель корабля
В условиях сложного фарватера судового хода от Соломбальской верфи в Белое море судно должно было проходить через песчано-илистые отмели недогруженным под малым парусным вооружением и завершить оснащение на открытой воде.
7 (18) июня 1749 года «Варахаил» под командованием капитана полковничьего ранга М. П. Шпанберга вышел из Лапоминской гавани и на буксире у четырёх шлюпок был переведён через бар Северной Двины для дальнейшей загрузки и следования в Балтийское море. Из-за сильного встречного ветра и приливной волны был поставлен на якорь у острова Голец. В 10 часов утра начавшийся дрейф развернул корабль «против ветра и течения», после чего «Варахаил» неожиданно лёг на правый борт и затонул. При крушении погибли гардемарин Василий Рындин и 27 матросов, 349 членам экипажа удалось спастись, в том числе на буксировавших корабль шлюпках.
В первые дни после крушения борты корабля и топы мачт были видны, однако вскоре корабль осел настолько, что его левый борт сравнялся с уровнем воды, а мачты погрузились в воду на несколько футов.
По мнению историков 54-пушечные корабли проекта «Пётр II», унаследовавшие присущую европейским военным парусникам до конца первой половины XVIII века «слабость крепления корпуса судна», не отличались требуемой прочностью.
К. К. Случевский, сопровождавший великого князя Владимира Александровича в поездке в Архангельск, писал о выявившихся недостатках в судостроении тех лет: «Корабли построены были слабо, чрезмерно нагружены артиллерией, при спуске выгибались, давали течь, не имели остойчивости и даже опрокидывались…». Портовое начальство, незаинтересованное в поисках истинных причин гибели «Варахаила», назначило обераудитором следствия некоего чиновника Клингстена, несмотря на его попытку отказаться от назначения «за незнанием русского языка и морской службы».
Следственная комиссия обвинила командира корабля М. П. Шпанберга в нарушении правил загрузки и проводки корабля («непорядочная» погрузка, «полное» вооружение, «недостаточность» выпущенного каната) и приговорила его к галерным работам «на вечно». Помимо этого, двух старших офицеров корабля приговорили к разжалованию в рядовые, одного «до выслуги», второго «на вечно», а трёх штурманов, шкипера и констапеля — также в рядовые «до выслуги». Однако постановлением Адмиралтейств-коллегии, несмотря на возражения её президента князя М. М. Голицына, оправдала всех обвиняемых по делу крушения и высочайшим указом от 15 (26) декабря 1752 года командир и все его подчиненные были освобождены от суда. Причина катастрофы следствием так и не была установлена.
В следующем 1750 году место гибели корабля обнаружить уже не удалось.

## Поиски корабля и причины гибели
В 1988—1989 годах отрядом подводных исторических исследований Морской Арктической комплексной экспедиции НИИ культуры Министерства культуры России под руководством А. В Окорокова с участием специалистов кафедры гидроакустики Таганрогского радиотехнического института предпринимались попытки поиска затонувшего «Варахаила». Поиски велись на малом гидрографическом судне с использованием эхолота, однако результата не дали.
Поиски корабля под руководством кандидата физико-математических наук А. Ф. Каранина начались в 2008 году. В 2010 году с помощью чувствительного магнитометра в месте поиска была обнаружена магнитная аномалия, предположительно вызванная затопленными пушками «Варахаила». Точные координаты затонувшего корабля (64°48,16′ с. ш. 40°12,86′ в. д.) были установлены в 2012 году.
Во время поисковой операции исследователи обнаружили в заливе своеобразный «Двинский капкан», на дне которого было кладбище затонувших кораблей. При определённых погодных условиях корабли могли попадать в этот «капкан» во время прилива под действием возникавшего кругового движения воды. По мнению исследователей, дрейфовавший «Варахаил» навалился кормой на одно из ранее затонувших судов, стал разворачиваться по часовой стрелке, а затем, дном под фок-мачтой столкнулся ещё с одним из затонувших кораблей. Лежавший на двух точках опоры, «Варахаил» под сильным боковым ветром лёг на правый борт и затонул. Поиски, которые проводились на месте его гибели с участием водолазов МЧС России, показали, что корабль разрушен полностью.

### Комментарии
1. ↑  Также в серию входили линейные корабли «Пётр Второй» (головной корабль проекта), «Выборг», «Новая Надежда», «Северная Звезда», «Азов», «Астрахань», «Святой Андрей», «Кронштадт», «Святой Пантелеймон», «Святой Исаакий», «Святой Николай», «Шлиссельбург», «Азия», два корабля «Нептунус» 1736 и 1758 годов постройки, два корабля «Город Архангельск» 1735 и 1761 годов постройки и корабль «Варахаил» 1752 года постройки.
2. ↑  143 фута.
3. ↑  38 футов.
4. ↑  16 футов 7 дюймов.
5. ↑  Построенные Соломбальской судоверфью из высококачественной лиственницы корабли не только были дешевле сделанных из дуба, но при соблюдения технологии работ не должны были уступать им по надёжности и мореходным качествам.